# سیارک ۱۷۱۲۵۶
سیارک ۱۷۱۲۵۶ (به انگلیسی: 171256 Lucieconstant، نامگذاری:2005PU5) صد و هفتاد و یک هزار و دویست و پنجاه و ششمین سیارک کشف شده‌است که در ۸ اوت ۲۰۰۵ کشف شد.